# Harakiri for the Sky
Gli Harakiri for the Sky sono una band formatasi nel 2011 a Vienna.

## Storia
Il progetto fu fondato dal cantante Michael V. Wahntraum e dal polistrumentista Matthias Sollak, membro dei Bifröst.
Si sono esibiti nel 2016 al Summer Breeze Open Air.
Nel 2017 sono nominati, nella categoria metal, agli Amadeus Austrian Music Awards, il massimo riconoscimento musicale austriaco.

## Discografia
Album in studio
- 2012 - Harakiri for the Sky
- 2014 - Aokigahara
- 2016 - III: Trauma
- 2018 - Arson
- 2021 - Mære
- 2022 - Aokigahara MMXXII
- 2022 - Harakiri for the Sky MMXXII
- 2025 - Scorched Earth

Singoli
- 2015 - Calling the Rain

## Componenti

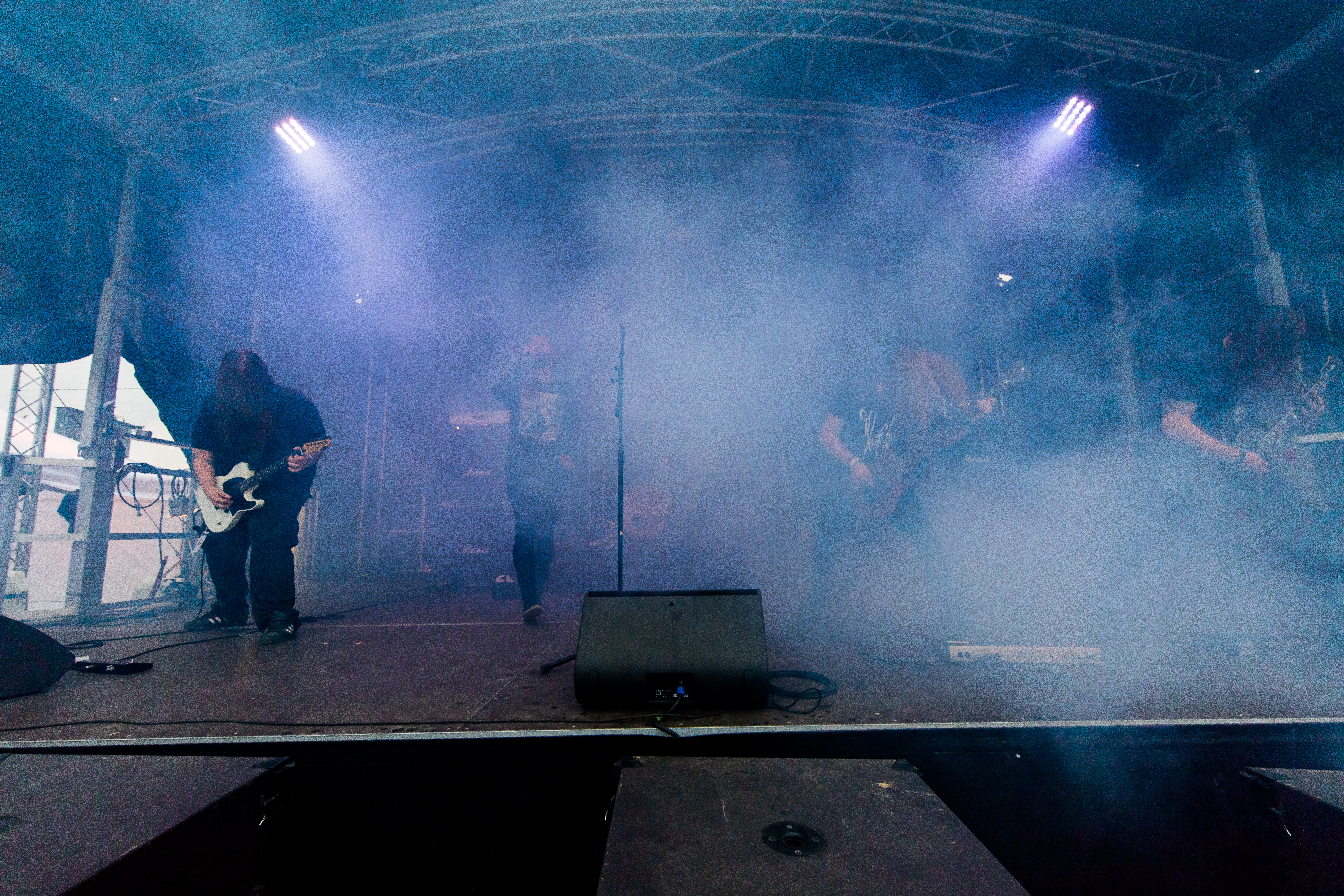
Gli Harakiri for the Sky al Summer Breeze Open Air 2016

- Matthias "MS" Sollak (chitarra, basso, batteria)
- Michael "JJ" V. Wahntraum (voce)

Turnisti
- Thomas Dornig (basso)
- Mischa Bruemmer (batteria)